# Chiesa di Santa Maria della Passarella
La chiesa di Santa Maria della Passarella era una chiesa di Milano che si trovava presso l'omonima contrada. 

## Storia
La chiesa venne probabilmente fondata nel 1172. Era così chiamata forse per la vicinanza con il passaggio che si sviluppava sotto le mura romane erette da Massimiano oppure ad un ponticello che ne scavalcava il fossato. Era indicata nelle guide di Milano più antiche come presente nella “Contrada della Cerva”, rione facente parte del quartiere di Porta Orientale. Nel medesimo quartiere vi erano altre due chiese: Lo storico  la chiesa di San Giovanni in Era e quella  di Santo Stefano in Borgogna, entrambe demolite.
(Serviano Lautada storico e sacerdote)
Nel XVIII secolo era governata da un solo parroco. Tra il 1779 e il 1780 la parrocchia possedeva fondi per 88,9 pertiche e contava 735 anime per una rendita netta di 735 lire.
Fu una delle quaranta parrocchie soppresse in seguito alla riforma di Giuseppe II nel 1787 e unita con quella di San Carlo al Corso. La chiesa viene citata dalla storica e critica dell'arte Silvana Milani nel 1989 come luogo dove Caravaggio era stato battezzato ma di cui mancavano i registri, situazione che è stata smentita dal ritrovamento della registrazione del battesimo avvenuto il 30 settembre 1571, del 2007 negli archivi della chiesa di Santo Stefano in Brolo.

## Architettura
La chiesa era costituita da una singola navata, due cappelle e conteneva tre altari privi di decorazioni. Sul lato destro della chiesa vi erano quadri raffiguranti una Deposizione di Gesù e un San Tommaso nell'atto di tastare il costato a Gesù insieme a Sant'Ambrogio in abiti pontificali. Vi era inoltre il ritratto di Gottardo Prata (o Prati?) uno dei parroci morto nel 1483 nell'abito di Ordinario della Metropolitana. Il suo sepolcro si trovava nel pavimento innanzi al ritratto ed era costituito da una lapide marmorea in cui era raffigurato con sembianze molto simili a quelle del dipinto se non per un libro che teneva tra le mani in cui era scolpito il motto vita mutat, non tollit. 
Tale lapide fu commissionata dal fratello Francesco, che divenne parroco di questa chiesa dopo di lui. Il suo ritratto si trovava sulla parete sinistra della chiesa e lo raffigurava in abito talare, inginocchiato innanzi ad alcuni santi. Su questo lato vi era inoltre una Natività di Callisto da Lodi in cui figurava un senatore della famiglia Casati, proprietaria della cappella. Sopra l'altare principale vi era una tavola molto antica raffigurante un'Assunzione di Maria.